# Peter und Paul (Fernsehserie)
Peter und Paul ist eine komödiantische 14-teilige Fernsehserie, die 1994 erstmals auf RTL ausgestrahlt wurde. Die beiden Hauptrollen werden von Helmut Fischer und Hans Clarin verkörpert.

## Handlung
Die Serie handelt von den beiden Bürgermeistern Peter Elfinger und Paul Schneck. Diese sind Bürgermeister der Nachbargemeinden Hohenwaldau und Niederwaldau im Chiemgau. Die beiden sind miteinander verschwägert, Elfingers Schwester Elisabeth ist die Ehefrau Schnecks. Beide kennen sich seit ihrer Kindheit und stehen bis heute in einem wechselvollen Freund-Feind-Verhältnis. Obwohl sie sich im Grunde mögen, lassen sie keine Gelegenheit aus, dem anderen mit liebevoller Niedertracht und Häme eines auszuwischen, oft unter dem Vorwand, es wäre für das Wohl des jeweiligen Dorfes.

## Hintergründe
Die Serie lief erstmals 1994 auf RTL und erreichte dort im Schnitt 7 Millionen Zuschauer bei einem Marktanteil von 25 %. Bei der Erstausstrahlung bei ORF 1 erreichte die Serie in Österreich sogar 41 %. Die Serie wurde seitdem mehrmals auf anderen Sendern, wie ARD, Super RTL oder ORF 2 wiederholt. Im Dezember 2006 erschien eine DVD-Box, in der sich alle 14 Folgen der beiden Staffeln auf 7 DVDs befinden. Mittlerweile ist die Serie in HD im 16:9-Format als Stream verfügbar.
Die beiden Orte Hohenwaldau und Niederwaldau gibt es in Wirklichkeit nicht. Gedreht wurde die Serie in und um Samerberg, Törwang, Neubeuern sowie Aschau im Chiemgau, das zudem die Wahlheimat Clarins war. Name und Zusammenstellung der Serie und der beiden Hauptdarsteller sind angelehnt an das katholische Hochfest Peter und Paul, das am 29. Juni gefeiert wird.
2023 wurde die Serie auf dem Privatsender Anixe wiederholt.